# مونيكا لامب باول
مونيكا لامب باول (بالإنجليزية: Monica Lamb-Powell)‏ مواليد 11 أكتوبر 1964 في هيوستن، هي لاعبة كرة سلة أمريكية معتزلة. تم اختيارها من قبل فريق هيوستن كومتز خلال الدرافت. يبلغ طولها 6 قدم 5 بوصة (2.0 م). فازت بلقب دوري المحترفات.

## روابط خارجية
- مونيكا لامب باول على موقع الاتحاد الوطني لكرة السلة النسائية (الإنجليزية)
- مونيكا لامب باول على موقع كلية كرة السلة في سبورتس رفرنس.كوم (الإنجليزية)
- مونيكا لامب باول على موقع بروبوليرز (الإنجليزية)
- مونيكا لامب باول على موقع سبورتس رفرنس (الإنجليزية)